# Стрём, Эйнар (гимнаст)
Эйнар Стрём (норв. Einar Strøm; 17 марта 1885, Хёугесунн — 26 сентября 1964, Берген) — норвежский гимнаст.

## Биография
Родился 17 марта 1885 года в Хёугесунне.
Принимал участие в летних Олимпийских игр 1912 года, стал чемпионом в командном первенстве по произвольной системе.
Умер 26 сентября 1964 года в Бергене.